# 마쓰나가 히사히데
마쓰나가 히사히데(일본어: 松永久秀, 에이쇼 5년(1508년) 또는 에이쇼 7년(1510년) ~ 덴쇼 5년 음력 10월 10일(1577년 11월 19일))는 센고쿠 시대의 무장. 야마토의 센고쿠 다이묘이다.

## 약력
부모에 대해서는 누구인지 알지 못 한다. 처는 미요시 나가요시의 딸이다. 출신에 관해서는 아와국, 야마시로국 니시오카, 셋쓰국의 토호출신등 여러설이 있다. 처음에는 후지와라씨라 지칭했지만, 에이로쿠 4년(1561년)부터 미나모토씨라 자칭한다. 소다이는 히사히데의 관위로 있는 단쇼추의 해당하는 당나라 관제의 명칭이다.
처음 미요시 나가요시를 모시지만, 미요시씨 내부에서 실력을 쌓아, 나가요시 사후에는 미요시가를 능가하는 실력을 가져 제13대 쇼군 아시카가 요시테루를 살해하고, 기나이를 지배한다. 그러나, 오다 노부나가가 요시테루의 동생 아시카가 요시아키를 옹립하기 위해 상경하자, 노부나가에 항복하고 그의 가신이 된다. 그 후, 노부나가에 반역하지만, 패해 폭사했다고 한다.
하극상을 전형적으로 보여주는 센고쿠 무장으로 제13대 쇼군 아시카가 요시테루 암살과 도다이지 불전소실의 주모자로 알려져있다. 진중에서는 여색을 밝히는 등, 교활하고 오만불손한 난세의 효웅으로 악명이 자자하다. 한편, 미남으로 우아한 행동거지와 연가와 다도에 뛰어난 교양인으로 알려져있고, 자신의 영지에 대해서는 선정을 배풀어 명군으로써 알려져 있고, 시키산성 근교의 마을 사람들은 아직도 공덕을 기리고 있다.

## 생애

### 출신
에쇼 7년(1510년)에 태어난다. 히사히데의 생애전반은 불명확 점이 많다. 출신에 관해서 아와국, 야마시로국 니시오카, 셋쓰국의 토호출신이거나 상인출신이다. 그러나 상인출신이라면, 히사히데와 동세대인 사이토 도산도 히사히데와 같은 삶을 살아서 이런 이야기가 나온 것같다. 속설에는 히사히데와 도산은 예부터 알고 지낸 사이라고 전해지고 있다.

### 미요시 나가요시의 가신으로
덴분 9년(1540년)부터 호소가와씨의 가신 미요시 나가요시의 서기로 일한다.
덴분 18년(1549년) 나가요시가 호소가와 하루모토, 아시카가 요시테루를 추방하고 교토를 지배하자, 나가요시를 따라 상경하고, 미요시가의 필두 가노가 된다. 단쇼추에 임관되어, 소다이라고 불리었다. 나가요시는 히사히데의 재능을 조기에 파악해서 후에 자신의 딸과 결혼시킨다.
그 후 나가요시를 따라 막부정치에 관여하고, 나가요시가 기나이를 평정한 덴분 22년(1553년)에 셋쓰 다키야마 성에 성주로 임명되고 에로쿠 2년(1559년) 야마토국 시기산 성으로 옮겨 거성으로 삼는다. 에로쿠 3년(1560년) 고후쿠지를 격파하고 야마토국을 통일한다. 한편으로는 나가요시의 적자 미요시 요시오키와 함께 제13대 쇼군 아시카가 요시테루로부터 요직에 임명되어 종사위하 단조쇼히쓰(단정소필)에 위계된다. 에로쿠 5년(1562년) 다몬야마 성을 축성해 이주한다.
이 같이 히사히데는 나가요시의 신뢰를 얻어 세력을 키우고 있었지만, 주군 나가요시의 동생 소고 가즈마사와 미요시 요시카타의 불의의 죽음, 게다가 적자 요시오키의 죽음 등 불행이 거듭어 해마다 기력을 잃게 되었다. 소고 가즈마사와 미요시 요시카타에 관해서는 히사히데에 의한 암살이라 전해지지만, 추측에 불과하다. (통설에서는 가즈마사는 낙마에 따른 부상, 요시오키는 병사라고 말하고 있다.)
이 같은 나가요시의 통솔력 저하는 히사히데의 세력확대를 더욱더 부추긴다. 히사히데는 주가의 실권을 둘러싸고 대립하는 나가요시의 동생 아타기 후유야스를 나가요시에 참언을 해 모살한다. 후유야스의 죽음으로 미요시가는 히사히데와 대등한 실력을 가진 사람이 없었다. 히사히데는 주가를 능가하는 실력을 가지게 되었다. 에로쿠 7년(1564년)에 나가요시가 죽자, 히사히데는 나가요시의 양자 미요시 요시쓰구를 주군으로 앉히고 괴뢰화시킨다. 이로써 미요시 산닌슈와 함께 미요시가를 좌지우지하게 할 수 있는 힘을 가지게 되었다.

### 기나이 패권을 향해
나가요시 사후, 미요시 산닌슈와 함께 미요시 요시쓰구의 후견인이 되고, 에로쿠 8년(1565년)에는 막부 정치를 자기 뜻대로 하기 위해서 쇼군 아시카가 요시테루를 암살한다. (에이로쿠의 변). 그리고, 요시테루 사후, 로마 가톨릭교회 선교사를 추방한다.
이렇게해서 기나이를 통치하게 되었지만, 같은 해 동생 마쓰나가 나가요리가 단바에서 아카이 나오마사에 패해 전사한다. 더욱이 에로쿠 9년(1566년) 기나이의 주도권을 둘러싸고 미요시 산닌슈와 대립하게 된다. 이 산닌슈와의 전투에서 히사히데는 에로쿠 10년(1567년)에 미요시 산닌슈와 그의 동맹자 쓰쓰이성의 성주 쓰쓰이 준케와의 가미시바 전투에서 협격을 받아 패하게 된다. (가미시바 전투)
10월, 미요시 산닌슈가 농성하고 있는 도다이지를 공격해 대불전을 불태워 버린다. 그러나 루이스 프로이스의 [일본사]에는 미요시 측의 가톨릭 신자가 방화했다고 기록하고 있다(일설에는 히사히데군의 장병이 산닌슈의 군세와 싸울 때, 승리에 취해 불을 냈다고 전해진다).

### 오다 노부나가의 가신으로
에로쿠 11년(1568년) 9월, 오다 노부나가가 상경해오자, 재빨리 항복하고 명다기라 불리는 [쓰쿠모카미나스]를 보내 순응의 뜻을 나타낸다. 이 때문에 야마토 일국에 안도되었다. 겐키 원년(1570년), 노부나가의 아사쿠라 요시카게 토벌에 참가하고, 노부나가가 제부 아자이 나가마사의 배신으로 어쩔 수 없이 철퇴를 하자, 노부나가와 함께 행동을 같이 해, 오미 구쓰키다니의 영주 구쓰키 모토쓰나를 설득해 우군으로 많들어 궁지를 탈출했다.
그 후에도 노부나가의 가신으로 이시야마 혼간지 공격에 참가하는등 노부나가에 충성을 보이는 듯했지만, 노부나가 포위망이 결성되자, 노부나가를 배신하고 포위망의 한축을 담당한다. 겐키 4년(1573년) 3월에는 제15대 쇼군 아시카가 요시아키와 동맹을 맺고 노부나가의 배후를 치지만, 4월 노부나가 최대의 강적 다케다 신겐이 병사하고 다케다 군은 가이로 철퇴한다. 이렇게 해 노부나가는 위기를 탈출하고 반격하기 시작한다. 7월 노부나가는 요시아키를 추방하고 막부를 멸망시킨다. 덴쇼 원년(1573년) 11월에 미요시 요시쓰구가 가와치 와카에성에서 전사하자, 다몬야마성을 내주고 다시 노부나가에 항복한다.

### 말년
그 후에 노부나가를 따라 이시야마 혼간지 공격에 참가하지만, 덴쇼 5년(1577년) 다시금 노부나가 포위망이 결성되자, 그에 호응해 노부나가의 명령을 무시하고 혼간지 공격에서 멋대로 이탈한다. 그리고, 야마토 시기산성에서 농성한다.
노부나가의 적자 오다 노부타다를 총대장으로 해 대군을 이끌고 10월에 시기산성을 포위한다. 이때 노부나가는 히사히데가 소유한 명기 [고텐묘히라구모]를 바치면 목숨은 살려준다고 했지만, 히사히데는 거절한다. 이 때문에 노부나가에게 인질로 보냈던 자식 둘은 교토 로쿠조가와라에서 처형되었다.
그리고, 10월 10일 (11월 19일)에 오다 군의 공격이 시작되자, 히라구모를 천수각에서 산산조각을 내고 자신은 폭사했다고 하는데 다기에 폭약을 넣고 자폭했다고도 전해진다. 향년 68세.
기묘하게도 그날은 10년 전 도다이지 대불전을 불태웠던 날과 같은 날로 머리무덤은 나라현 기타카쓰라기군 오지초의 다루마지에 존재한다.
묘소: 교토시 시모교구 妙恵会総묘지. 나라현 기타카쓰라기군 오지초 다루마지. 나라현 이코마군 산고초에 공양탑이 있다.

## 인물, 일화
- 히사히데는 난세의 효웅으로서 악명을 떨쳤다. 쇼군 아시카가 요시테루 암살과 도다이지 대불전 소실의 주모자. 또, 진중에서는 여색에 빠졌다. 그래서, 교활하고 탐욕스런 이미지가 붙어 다닌다. 노부나가는 도쿠가와 이에야스에게 [이 노인은 절대 방심해선 안 된다. 그는 세가지 악행으로 천하에 이름을 떨쳤다. 첫째는 미요시씨에서의 암살과 모략, 두 번째는 쇼군암살, 세 번째는 도다이지 대불을 불태워 버린 일.]이라고 히사히데를 소개했다고 전해진다. 모욕적인 소개로 일정 평가되고 있다.
- 미요시 일족의 소고 가즈마사, 미요시 요시오키, 아타기 후유야스가 연이어 죽은 이유는 히사히데의 암살이라고 전해진다. 하지만, 가즈마사와 요시오키는 병사설도 있어 확실친 않다. 단, 후유야스와 관련해서는 히사히데가 나가요시에 참언을 해 살해했다는 설이 유력하다.
- 요시테루 암살에 관해서 주모자가 아니라는 설도 있다.(단, 적자 마쓰나가 히사미치는 요시테루 암살의 현행범으로 있다.) 대불전 소실에 관해서도 실화설이 있다. 단, 이 같은 일련의 잔학한 행위는, 나가요시가 죽은 후 기나이 여러 다이묘의 분열에 따른 세력분산화가 진행되었기 때문에, 히사히데가 기나이에서 패권을 잡으려면 어쩔 수 없는 일이었다.
- 미남으로 우아한 행동거지와 연가와 다도에 뛰어난 교양인으로 알려져 있고, 자신의 영지에 대해서는 선정을 배풀어 명군으로써 알려져 있고, 시키산성 근교의 마을 사람들은 아직도 공덕을 기리고 있다.
- 무장으로서 역량은 당시에 높게 평가되어, 숙적 쓰쓰이씨의 가노로 있는 시마 기요오키가 세키가하라 전투 때 [이 시대 다이묘는 아케치 미쓰히데와 마쓰나가 히사히데와 같이 과단을 내려야한다.]라고 투덜거렸다고 한다. 이 말로 숙적이라도 명장이란 존재라는 것을 한눈에 알 수 있다. (단, 마쓰나가씨 옛가신에 시마씨가 소속되어 있었다는 설도 있다.)
- 오다 노부나가는 가신에 대해 엄한 사람이라 정평이 나있다. 하지만, 그 중 히사히데만 예외였다. 또, 두 번째의 반역에서도 히라구모를 넘기면 목숨을 살려준다고 한 점을 본다면, 한 눈에도 좋은 기량을 가진 무장이 아니었나 싶다.
- 실상과 평가는 여러 가지지만, 히사히데가 센고쿠 시대에 태어난 무장으로 하극상의 전형을 보여준 것에는 변함이 없다.
- 성곽 건축의 일인자로 있고, 천수각의 양식이라 말할 수 있는 [다몬즈쿠리[1]]을 창시한 인물이다.
- 노부나가에 항복하고, 그 강대한 군사력을 배경으로 야마토에 있는 자국내 소영주들을 토벌하는 등 정치적 책략에도 매우 뛰어났다.
- 센고쿠시대의 무장 중 히사히데는 인기가 없기 때문에 시대극 등에서 그가 등장하는 일은 거의 없지만, 2006년 방송된 NHK 대하드라마 《공명의 갈림길》에서 야마우치 가쓰토요를 비웃는다거나, 시기산성과 함께 폭사하는 장면이 방영되자, 열광적인 팬과 역사매니아에게 큰 기쁨을 주었다.(시나가와 토오루가 히사히데 역을 연기했다.)
- 상기와 같이 영내에선 선정을 배푸는 한면, 연공이 미진한 농민에 대한 처훈은 가혹해서 도롱이[2]를 입힌 다음 불을 지펴, 발버둥치며 고통스럽게 죽어 가는 모습을 [도롱이벌레 춤]이라 부르며 즐겼다고 한다. 그 같은 일이 있어서, 그가 죽자 영내 백성들의 기쁨이 보통이 아니어서, 농기구를 팔아 술을 마시면서 기쁨을 나누었다고 전해진다.
- 중풍 예방을 위해, 매일 시간을 정해 머리의 정수리에 뜸을 떴다. 생애 마지막 날에 되어, 뜸뜰 준비를 명하자, 부하로부터 [이 마당에 와서 보양해도 소용없지 않습니까]라는 말을 듣지만, [그럼, 할복할 때에 중풍에 걸려 할복에 이르러서는 겁을 낼 것이다. 지금까지의 무명이 허사로 돌아가지 않겠느냐]라 말했다. 그래서 뜸을 뜬 후 할복했다고 하는 이야기도 있다.
- 실은 시기산에서 죽지 않고 도망을 가, 히라구모 차가마를 가쓰라기산에 숨기고, 자신은 도요토미 히데요시의 가신이 되었다는 설도 있다.

## 다도인으로
- 다케노 조오를 스승으로 모셔 다도인으로서의 교류를 넓혔다.
- 히라구모 차가마의 소유자로 유명하지만, 쓰쿠모가미나스(현재 세카도분코 소장)도 일시 소유했었다.
- 그 밖에도 명다기를 다수 소유해, 당대 다도인으로 입지를 높였다.
- 예부터 산센케를 시조로 모시고 있는 센노쇼안의 아버지란 설도 있다.

## 자손
- 배우 마쓰나가 사다토쿠는 히사히데의 손자이고, 유학자 마쓰나가 샤고는 그의 증손이다.

## 가계
정실은 미요시 나가요시의 딸이다. 적자는 히사미치. 양자로는 마쓰나가 나가타네, 또 동생으로는 나가요리가 있다. 딸은 이세 사다요시의 처이다.